# Orthocis flavipennis
Orthocis flavipennis is een keversoort uit de familie houtzwamkevers (Ciidae). De wetenschappelijke naam van de soort werd in 1923 gepubliceerd door Maurice Pic.